# Scammonée
Convolvulus scammonia
Espèce
Classification phylogénétique
La scammonée (Convolvulus scammonia) est une plante grimpante vivace de la famille des Convolvulaceae. Elle a des feuilles sagittées (en forme de flèche) et une racine épaisse et charnue de plus d'un mètre de long. Ses fleurs jaunes en entonnoir ressemblent à celles du liseron des champs.

## Aire de répartition
La scammonée est originaire de l'est du bassin méditerranéen. On la retrouve en Israël, en Jordanie, au Liban, au Sinaï, en Syrie, en Turquie et en Ukraine.

## Utilisation
La scammonée est une plante médicinale connue depuis au moins le Ve siècle av. J.-C. Souvent citée comme purgatif dans le Corpus hippocratique, elle a été décrite par le médecin grec Dioscoride dans son ouvrage De materia medica (livre IV, 170). Le jus séché, obtenu par incision de la racine, était utilisé en médecine sous le nom de « scammonium ». Mais la qualité variable de cette drogue a conduit à son remplacement par la résine de scammonée, appelée « resina scammoniae », obtenue par extraction à l'alcool à partir de la racine séchée.
Le principe actif est un glucoside, la scammonine ou jalapine, dont la formule chimique est C34H114O6. La dose de scammonium est de 5 à 10 grains, et celle de la résine de scammonée de 3 à 8 grains. Comme certaines autres résines, la scammonée est inerte jusqu'à ce qu'elle passe de l'estomac au duodénum, où, au contact de la bile, une réaction chimique la transforme en un purgatif puissant. Son action est essentiellement celle d'un hydragogue et elle s'exerce sur presque toute la longueur du tube digestif. Elle augmente considérablement les sécrétions des glandes intestinales. Sa durée d'action est d'environ quatre heures. À dose élevée, elle devient un irritant gastrointestinal violent. La scammonée est aussi un anthelminthique, car elle tue fréquemment les nématodes et, dans une moindre mesure, les cestodes. Bien que peu utilisée, elle est très efficace pour le traitement de la constipation sévère, surtout chez les enfants.
Il était un des constituants du diaphoenix et du diaprun solutif de la pharmacopée maritime occidentale au XVIIIe siècle ; plus exactement du diaprun composé, le diaprun simple par définition n'en contenant pas.